# Picot garser de les Sulu
El picot garser de les Sulu (Picoides ramsayi) és una espècie d'ocell de la família dels pícids (Picidae) que habita els boscos de l'arxipèlag de Sulu.